# Elecciones de la Ciudad Autónoma de Buenos Aires de 2023
Las elecciones en la Ciudad de Buenos Aires de 2023 se realizaron el domingo 22 de octubre, junto con las elecciones presidenciales. Ese día se eligió jefe y vicejefe de gobierno, 30 legisladores y a los 105 miembros de las 15 juntas comunales.
Los candidatos surgieron de las elecciones primarias abiertas, simultáneas y obligatorias que se llevaron a cabo el 13 de agosto, si éstos alcanzaban el 1,5 % de los votos válidos.
El jefe de gobierno Horacio Rodríguez Larreta llamó a elecciones concurrentes, significa que estas elecciones porteñas y las elecciones presidenciales fueron en boletas y urnas totalmente separadas, a pesar de celebrarse el mismo día. Además, se estableció para estas elecciones el sistema de boleta única electrónica (BUE), que ya se implementa en otras elecciones provinciales como en Neuquén y en Salta.
En las elecciones generales, Jorge Macri fue el candidato más votado con el 49,67% de los votos, seguido de Leandro Jorge Santoro con el 32,27%. Por el artículo 96 de la Constitución de la Ciudad se debió haber ido a una segunda vuelta electoral ya que el candidato de Juntos por el Cambio no alcanzó el 50% reglamentario para ganar en primera vuelta. Sin embargo, el 24 de octubre de 2023, Leandro Santoro anunció su renuncia al balotaje debido a la probable victoria del ex-intendente de Vicente López y, además, para que el peronismo porteño se centrara en la campaña presidencial de Sergio Massa rumbo al balotaje nacional.

## Candidatos

### Juntos por el Cambio
| | |                                                                                       |
| | |                                                                                       |
| | |                                                                                       |
| Jorge Macri | Jorge Macri | Clara Muzzio                                                                          |
| para Jefe de Gobierno | para Jefe de Gobierno | para Vicejefa de Gobierno                                                             |
| {{{descripción}}} | {{{descripción}}} | {{{descripción}}}                                                                     |
| Ministro de Gobierno de la Ciudad Autónoma de Buenos Aires (2021-2023) Intendente de Vicente López (2011-2023) | Ministro de Gobierno de la Ciudad Autónoma de Buenos Aires (2021-2023) Intendente de Vicente López (2011-2023)                                                                                                | Ministra de Espacio Público e Higiene Urbana de la Ciudad de Buenos Aires (2019-2023) |
| Partidos en la alianza: \| - Propuesta Republicana - Unión Cívica Radical - Coalición Cívica ARI - Confianza Pública - Partido Socialista - Partido de las Ciudades en Acción - Partido Demócrata Progresista \| - Unión del Centro Democrático - Partido Nacionalista Constitucional - UNIR - Generación para un Encuentro Nacional - Partido Demócrata Cristiano - Partido Renovador Federal - Encuentro Republicano Federal \| | |                                                                                       |
| - Propuesta Republicana - Unión Cívica Radical - Coalición Cívica ARI - Confianza Pública - Partido Socialista - Partido de las Ciudades en Acción - Partido Demócrata Progresista | - Unión del Centro Democrático - Partido Nacionalista Constitucional - UNIR - Generación para un Encuentro Nacional - Partido Demócrata Cristiano - Partido Renovador Federal - Encuentro Republicano Federal |                                                                                       |

• Ricardo López Murphy decidió bajar su candidatura para formar parte del equipo de Patricia Bullrich.
• Graciela Ocaña anunció que no competiría, para encabezar la lista de precandidatos a legisladores de Martín Lousteau.

### Unión por la Patria
| | |                                                                                              |                                                                                              |
| | |                                                                                              |                                                                                              |
| | | Independiente                                                                                |                                                                                              |
| Leandro Santoro | Leandro Santoro | Bárbara Rossen                                                                               | Bárbara Rossen                                                                               |
| para Jefe de Gobierno | para Jefe de Gobierno | para Vicejefa de Gobierno                                                                    | para Vicejefa de Gobierno                                                                    |
| {{{descripción}}} | |                                                                                              |                                                                                              |
| Diputado nacional por la Ciudad Autónoma de Buenos Aires (desde 2021) | Diputado nacional por la Ciudad Autónoma de Buenos Aires (desde 2021) | Directora general de Derechos de Acceso a la Ciudad en la Defensoría del Pueblo (desde 2014) | Directora general de Derechos de Acceso a la Ciudad en la Defensoría del Pueblo (desde 2014) |
| Partidos en la alianza: \| - Partido Justicialista - Partido de la Victoria - Compromiso Federal - Frente Renovador - Nueva Dirigencia - Partido Intransigente - Frente Grande - Red por Buenos Aires - Kolina - Partido Comunista - Izquierda Popular - Avancemos por el Progreso Social \| - Nuevo Encuentro por la Democracia y la Equidad - Partido Federal - Partido Socialista Auténtico - Partido del Trabajo y del Pueblo - Partido Solidario - Partido de la Concertación FORJA - Seamos Libres - Frente Patria Grande - Partido del Trabajo y la Equidad \| | |                                                                                              |                                                                                              |
| - Partido Justicialista - Partido de la Victoria - Compromiso Federal - Frente Renovador - Nueva Dirigencia - Partido Intransigente - Frente Grande - Red por Buenos Aires - Kolina - Partido Comunista - Izquierda Popular - Avancemos por el Progreso Social | - Nuevo Encuentro por la Democracia y la Equidad - Partido Federal - Partido Socialista Auténtico - Partido del Trabajo y del Pueblo - Partido Solidario - Partido de la Concertación FORJA - Seamos Libres - Frente Patria Grande - Partido del Trabajo y la Equidad |                                                                                              |                                                                                              |

### La Libertad Avanza
| | |
| | |
| | |
| Ramiro Marra | Eduardo Martino                                                                                                 |
| para Jefe de Gobierno | para Vicejefe de Gobierno                                                                                       |
| {{{descripción}}} | |
| Legislador de la Ciudad Autónoma de Buenos Aires (desde 2021)                                                                                 | Director de Infraestructuras Críticas y Ciberseguridad del Ministerio de Modernización de la Ciudad (2016-2019) |
| Partidos en la alianza: - Partido Integrar - Movimiento de Integración y Desarrollo - Unite por la Libertad y la Dignidad - Partido Demócrata | |

### Frente de Izquierda y de Trabajadores - Unidad
| |                                   |  |
| |                                   |  |
| Partido Obrero |                                   |  |
| Vanina Biasi | Jessica Gentile                   |  |
| para Jefa de Gobierno | para Vicejefa de Gobierno         |  |
| |                                   |  |
| Trabajadora no docente de la Universidad de Buenos Aires | Dirigente de movimiento ambiental |  |
| Partidos en la alianza: - Partido de Trabajadores por el Socialismo - Izquierda por una Opción Socialista - Nueva Izquierda - Movimiento Socialista de los Trabajadores - Partido del Obrero |                                   |  |

## Encuestas de opinión

Línea de tendencia de regresión local de los resultados de las encuestas desde el 14 de noviembre de 2021 hasta el día de hoy.

| Fecha                             | Encuestadora                  | Muestra                                                                                       |                                                                                               |                                                                                               |                                                                                               |                                                                                               | Otros                                                                                         | Blanco                                                                                        | Indecisos                                                                                     | Ventaja                                                                                       |  |
| --------------------------------- | ----------------------------- | --------------------------------------------------------------------------------------------- | --------------------------------------------------------------------------------------------- | --------------------------------------------------------------------------------------------- | --------------------------------------------------------------------------------------------- | --------------------------------------------------------------------------------------------- | --------------------------------------------------------------------------------------------- | --------------------------------------------------------------------------------------------- | --------------------------------------------------------------------------------------------- | --------------------------------------------------------------------------------------------- |  |
| Fecha                             | Encuestadora                  | Muestra                                                                                       |                                                                                               |                                                                                               |                                                                                               |                                                                                               | Otros                                                                                         | Blanco                                                                                        | Indecisos                                                                                     | Ventaja                                                                                       |  |
| 22 de octubre de 2023             | Elecciones generales          | 2.038.639                                                                                     | 49,67                                                                                         | 32,27                                                                                         | 13,78                                                                                         | 4,28                                                                                          | -                                                                                             | 10,96                                                                                         | -                                                                                             | 17,40                                                                                         |  |
|                                   |                               |                                                                                               |                                                                                               |                                                                                               |                                                                                               |                                                                                               |                                                                                               |                                                                                               |                                                                                               |                                                                                               |  |
| 14 de octubre de 2023             | 14 de octubre de 2023         | Comienzo de la prohibición de publicar encuestas y pronósticos electorales para las generales | Comienzo de la prohibición de publicar encuestas y pronósticos electorales para las generales | Comienzo de la prohibición de publicar encuestas y pronósticos electorales para las generales | Comienzo de la prohibición de publicar encuestas y pronósticos electorales para las generales | Comienzo de la prohibición de publicar encuestas y pronósticos electorales para las generales | Comienzo de la prohibición de publicar encuestas y pronósticos electorales para las generales | Comienzo de la prohibición de publicar encuestas y pronósticos electorales para las generales | Comienzo de la prohibición de publicar encuestas y pronósticos electorales para las generales | Comienzo de la prohibición de publicar encuestas y pronósticos electorales para las generales |  |
| 10 - 11 de octubre de 2023        | Circuitos                     | 1.129                                                                                         | 44,5                                                                                          | 23,1                                                                                          | 21,9                                                                                          | 2,9                                                                                           | -                                                                                             | 3,1                                                                                           | 4,5                                                                                           | 21,4                                                                                          |  |
| 6 - 10 de octubre de 2023         | Opina Argentina               | 820                                                                                           | 44                                                                                            | 22                                                                                            | 20                                                                                            | 3                                                                                             | -                                                                                             | 6                                                                                             | 5                                                                                             | 22                                                                                            |  |
| 5 - 10 de octubre de 2023         | Proyección Consultores        | 1.287                                                                                         | 47,5                                                                                          | 26,7                                                                                          | 19,4                                                                                          | 2,8                                                                                           | -                                                                                             | -                                                                                             | 3,6                                                                                           | 20,8                                                                                          |  |
| 28 - 30 de septiembre de 2023     | Federico González & Asociados | 1.200                                                                                         | 45,8                                                                                          | 25,8                                                                                          | 24,8                                                                                          | 3,7                                                                                           | -                                                                                             | -                                                                                             | -                                                                                             | 20                                                                                            |  |
| 6 - 8 de septiembre de 2023       | Federico González & Asociados | 1.000                                                                                         | 46,7                                                                                          | 23,0                                                                                          | 22,7                                                                                          | 4,0                                                                                           | -                                                                                             | 3,3                                                                                           | 7,5                                                                                           | 23,7                                                                                          |  |
| 24 - 26 de agosto de 2023         | Circuitos                     | 1.197                                                                                         | 42,3                                                                                          | 21,9                                                                                          | 20,4                                                                                          | 2,7                                                                                           | -                                                                                             | 7,5                                                                                           | 5,2                                                                                           | 20,4                                                                                          |  |
| 22 - 24 de agosto de 2023         | CB Consultora                 | 1.105                                                                                         | 41,6                                                                                          | 22,5                                                                                          | 18                                                                                            | 3,7                                                                                           | -                                                                                             | 7                                                                                             | 7,2                                                                                           | 19,1                                                                                          |  |
|                                   |                               |                                                                                               |                                                                                               |                                                                                               |                                                                                               |                                                                                               |                                                                                               |                                                                                               |                                                                                               |                                                                                               |  |
| 13 de agosto de 2023              | Elecciones primarias          | 1.883.941                                                                                     | 55,92                                                                                         | 22,17                                                                                         | 12,95                                                                                         | 3,66                                                                                          | 2,59                                                                                          | 2,70                                                                                          | -                                                                                             | 33,75                                                                                         |  |
|                                   |                               |                                                                                               |                                                                                               |                                                                                               |                                                                                               |                                                                                               |                                                                                               |                                                                                               |                                                                                               |                                                                                               |  |
| 5 de agosto de 2023               | 5 de agosto de 2023           | Comienzo de la prohibición de publicar encuestas y pronósticos electorales para las PASO      | Comienzo de la prohibición de publicar encuestas y pronósticos electorales para las PASO      | Comienzo de la prohibición de publicar encuestas y pronósticos electorales para las PASO      | Comienzo de la prohibición de publicar encuestas y pronósticos electorales para las PASO      | Comienzo de la prohibición de publicar encuestas y pronósticos electorales para las PASO      | Comienzo de la prohibición de publicar encuestas y pronósticos electorales para las PASO      | Comienzo de la prohibición de publicar encuestas y pronósticos electorales para las PASO      | Comienzo de la prohibición de publicar encuestas y pronósticos electorales para las PASO      | Comienzo de la prohibición de publicar encuestas y pronósticos electorales para las PASO      |  |
| 31 de julio - 3 de agosto de 2023 | Federico González & Asociados | 1.000                                                                                         | 47,9                                                                                          | 24,4                                                                                          | 19                                                                                            | 3,8                                                                                           | 0,6                                                                                           | 4,3                                                                                           | 9,9                                                                                           | 23,5                                                                                          |  |
| 17 - 19 de julio de 2023          | Federico González & Asociados | 1.400                                                                                         | 45,4                                                                                          | 20,5                                                                                          | 16,1                                                                                          | 2,4                                                                                           | 1                                                                                             | 3,2                                                                                           | 9,3                                                                                           | 24,9                                                                                          |  |
| 3 - 5 de julio de 2023            | Circuitos                     | 1.177                                                                                         | 49,6                                                                                          | 16,9                                                                                          | 15,7                                                                                          | 2,3                                                                                           | 7,4                                                                                           | 8,1                                                                                           | -                                                                                             | 32,7                                                                                          |  |
| 2 - 5 de junio de 2023            | Consultora Tendencias         | 2.506                                                                                         | 46,8                                                                                          | 19,7                                                                                          | 8,8                                                                                           | 5,1                                                                                           | 2,3                                                                                           | 4,2                                                                                           | 13,1                                                                                          | 27,1                                                                                          |  |
| 1 - 5 de junio de 2023            | Federico González & Asociados | 1.400                                                                                         | 36,7                                                                                          | 20,7                                                                                          | 24,5                                                                                          | 1,4                                                                                           | 1,4                                                                                           | 5,4                                                                                           | 9,9                                                                                           | 12,2                                                                                          |  |
| 1 - 5 de junio de 2023            | Federico González & Asociados | 1.400                                                                                         | 41                                                                                            | 21,3                                                                                          | 22,1                                                                                          | 1,4                                                                                           | 1,3                                                                                           | 4,3                                                                                           | 8,6                                                                                           | 18,9                                                                                          |  |
| 29 de abril - 1 de mayo de 2023   | Federico González & Asociados | 1.400                                                                                         | 48,1                                                                                          | 20                                                                                            | 15,4                                                                                          | 0,6                                                                                           | 1                                                                                             | 3,6                                                                                           | 10,4                                                                                          | 28,1                                                                                          |  |
| 26 - 28 de abril de 2023          | Circuitos                     | 1.192                                                                                         | 48,6                                                                                          | 20,8                                                                                          | 13,9                                                                                          | 2,1                                                                                           | 2,5                                                                                           | 12,1                                                                                          | -                                                                                             | 27,8                                                                                          |  |
| 2 - 3 de abril de 2023            | Federico González & Asociados | 800                                                                                           | 42,5                                                                                          | 20,2                                                                                          | 18,7                                                                                          | 3,1                                                                                           | 5,2                                                                                           | 2,6                                                                                           | 7,7                                                                                           | 22,3                                                                                          |  |
| Marzo de 2023                     | Solmoirago                    | 400                                                                                           | 55,3                                                                                          | 20,9                                                                                          | 9,9                                                                                           | 3,1                                                                                           | -                                                                                             | -                                                                                             | 10,8                                                                                          | 34,4                                                                                          |  |
| 13 - 18 de marzo de 2023          | Consultora Tendencias         | 746                                                                                           | 46,8                                                                                          | 23,7                                                                                          | 11,1                                                                                          | 5,2                                                                                           | 1,8                                                                                           | 3,1                                                                                           | 8,3                                                                                           | 23,1                                                                                          |  |
| 13 - 14 de marzo de 2023          | Circuitos                     | 1.196                                                                                         | 49,5                                                                                          | 21                                                                                            | 12,9                                                                                          | 6,1                                                                                           | -                                                                                             | 10,5                                                                                          | -                                                                                             | 28,5                                                                                          |  |
| 25 - 27 de febrero de 2023        | Opina Argentina               | 800                                                                                           | 47                                                                                            | 22                                                                                            | 17                                                                                            | 4                                                                                             | 4                                                                                             | 2                                                                                             | 4                                                                                             | 25                                                                                            |  |
| 21 - 22 de febrero de 2023        | Federico González & Asociados | 800                                                                                           | 42,4                                                                                          | 20,5                                                                                          | 19,1                                                                                          | 4,2                                                                                           | 3,1                                                                                           | 3,1                                                                                           | 7,6                                                                                           | 21,9                                                                                          |  |
| 5 - 17 de febrero de 2023         | Opinaia                       | 500                                                                                           | 48                                                                                            | 16                                                                                            | 13                                                                                            | 3                                                                                             | -                                                                                             | 7                                                                                             | 13                                                                                            | 32                                                                                            |  |
| 8 - 10 de febrero de 2023         | Circuitos                     | 1.184                                                                                         | 47,1                                                                                          | 21,2                                                                                          | 14                                                                                            | 5,4                                                                                           | -                                                                                             | 12,3                                                                                          | -                                                                                             | 25,9                                                                                          |  |
| 15 - 16 de enero de 2023          | Federico González & Asociados | 800                                                                                           | 40,4                                                                                          | 21,8                                                                                          | 22,3                                                                                          | 4,1                                                                                           | 0,5                                                                                           | 3,2                                                                                           | 7,7                                                                                           | 18,1                                                                                          |  |
| 2 - 9 de enero de 2023            | Opinaia                       | 510                                                                                           | 46                                                                                            | 14                                                                                            | 12                                                                                            | 4                                                                                             | -                                                                                             | 4                                                                                             | 18                                                                                            | 32                                                                                            |  |
| 16 - 17 de diciembre de 2022      | Circuitos                     | 1.090                                                                                         | 49,2                                                                                          | 19,6                                                                                          | 13,4                                                                                          | 6,3                                                                                           | -                                                                                             | 11,5                                                                                          | -                                                                                             | 29,6                                                                                          |  |
| 3 - 4 de noviembre de 2022        | Federico González & Asociados | 500                                                                                           | 42,8                                                                                          | 20,9                                                                                          | 19,1                                                                                          | 3,2                                                                                           | 2,2                                                                                           | 3,2                                                                                           | 8,8                                                                                           | 21,9                                                                                          |  |
| 2 - 3 de octubre de 2022          | Federico González & Asociados | 500                                                                                           | 43,7                                                                                          | 18,7                                                                                          | 17,9                                                                                          | 4,5                                                                                           | -                                                                                             | 4,7                                                                                           | 10,5                                                                                          | 25                                                                                            |  |
| 9 - 13 de agosto de 2022          | Tendencias                    | 1.218                                                                                         | 35,6                                                                                          | 18,9                                                                                          | 16,7                                                                                          | 6,8                                                                                           | 5,1                                                                                           | 5,4                                                                                           | 11,5                                                                                          | 16,7                                                                                          |  |
| 10 - 24 de mayo de 2022           | Management & Fit              | 1.340                                                                                         | 37,9                                                                                          | 23                                                                                            | 21                                                                                            | 8,5                                                                                           | 0                                                                                             | -                                                                                             | 9,7                                                                                           | 14,9                                                                                          |  |
| 10 - 16 de abril de 2022          | OBSA                          | 550                                                                                           | 36                                                                                            | 21                                                                                            | 20                                                                                            | 5                                                                                             | 10                                                                                            | -                                                                                             | 9                                                                                             | 15                                                                                            |  |
|                                   |                               |                                                                                               |                                                                                               |                                                                                               |                                                                                               |                                                                                               |                                                                                               |                                                                                               |                                                                                               |                                                                                               |  |
| 14 de noviembre de 2021           | Elecciones provinciales       | 1.952.400                                                                                     | 46,83                                                                                         | 25,46                                                                                         | 16,74                                                                                         | 7,92                                                                                          | 3,05                                                                                          | 1,21                                                                                          | -                                                                                             | 22,03                                                                                         |  |

## Resultados

### Primarias

Resultados por candidato según comunas
Jorge Macri
Martín Lousteau
Leandro Santoro

Habilitado para las elecciones generales
| Partido/Alianza                | Partido/Alianza                                | Interna                             | Precandidato              | Interna               | Interna               | Partido/Alianza | Partido/Alianza      |
| Partido/Alianza                | Partido/Alianza                                | Interna                             | Precandidato              | Votos                 | %                     | Votos           | % (de votos válidos) |
| ------------------------------ | ---------------------------------------------- | ----------------------------------- | ------------------------- | --------------------- | --------------------- | --------------- | -------------------- |
|                                | Juntos por el Cambio                           | Vayamos por Más                     | Jorge Macri               | 540.132               | 51,35                 | 1.051.866       | 55,93                |
| Evolución                      | Juntos por el Cambio                           | Martín Lousteau                     | 511.734                   | 48,65                 |                       | 1.051.866       | 55,93                |
|                                | Unión por la Patria                            | Alternativa para Ganar Buenos Aires | Leandro Santoro           | —                     | —                     | 416.919         | 22,17                |
|                                | La Libertad Avanza                             | La Ciudad Avanza                    | Ramiro Marra              | —                     | —                     | 243.202         | 12,93                |
|                                | Frente de Izquierda y de Trabajadores - Unidad | Unidad de Luchadores y la Izquierda | Vanina Natalia Biasi      | 45.608                | 66,42                 | 68.670          | 3,65                 |
| Unir y Fortalecer la Izquierda | Frente de Izquierda y de Trabajadores - Unidad | Jorge Daniel Adaro                  | 23.062                    | 33,58                 |                       | 68.670          | 3,65                 |
|                                | Principios y Valores                           | Celeste y Blanca                    | Eduardo Graham            | —                     | —                     | 15.133          | 0,81                 |
|                                | Política Obrera                                | Unidad Obrera                       | Valentina Viglieca        | —                     | —                     | 8.800           | 0,47                 |
|                                | Movimiento Libres del Sur                      | Alternativa Progresista             | Adolfo Andrés Buzzo Pipet | —                     | —                     | 7.250           | 0,39                 |
|                                | La Izquierda en la Ciudad                      | Izquierda Anticapitalista           | Héctor Antonio Heberling  | —                     | —                     | 7.227           | 0,38                 |
|                                | Partido Aptitud Renovadora                     | Primero los Porteños                | Juan Pablo Chiesa         | —                     | —                     | 5.253           | 0,28                 |
|                                | Frente Patriota Federal                        | Primero la Patria                   | Alejandro Gustavo Nizzero | —                     | —                     | 5.206           | 0,28                 |
| Votos positivos                | Votos positivos                                | Votos positivos                     | Votos positivos           | Votos positivos       | Votos positivos       | 1.829.526       | 97,29                |
| Votos en blanco                | Votos en blanco                                | Votos en blanco                     | Votos en blanco           | Votos en blanco       | Votos en blanco       | 51.053          | 2,71                 |
| Votos válidos                  | Votos válidos                                  | Votos válidos                       | Votos válidos             | Votos válidos         | Votos válidos         | 1.880.579       | 99,82                |
| Votos nulos                    | Votos nulos                                    | Votos nulos                         | Votos nulos               | Votos nulos           | Votos nulos           | 3.362           | 0,18                 |
| Participación                  | Participación                                  | Participación                       | Participación             | Participación         | Participación         | 1.883.941       | 62,50                |
| Electores habilitados          | Electores habilitados                          | Electores habilitados               | Electores habilitados     | Electores habilitados | Electores habilitados | 3.014.213       | 100                  |
| Fuente:                        |                                                |                                     |                           |                       |                       |                 |                      |

### Jefe y Vicejefe de Gobierno
| Resultados de cada coalición por circuito electoral |

|  | 49,67 % |

|  | 32,27 % |

|  | 13,78 % |

|  | 4,28 % |

|  | 88,39 % |

|  | 10,91 % |

|  | 0,70 % |

|  | 64,16 % |

|  | 100 % |

#### Por comunas
|                      | Macri/Muzzio (JxC) | Macri/Muzzio (JxC) | Santoro/Rossen (UP) | Santoro/Rossen (UP) | Marra/Martino (LLA) | Marra/Martino (LLA) | Biasi/Gentile (FIT) | Biasi/Gentile (FIT) | Total     |
| Comuna               | Votos              | %                  | Votos               | %                   | Votos               | %                   | Votos               | %                   | Votos     |
| -------------------- | ------------------ | ------------------ | ------------------- | ------------------- | ------------------- | ------------------- | ------------------- | ------------------- | --------- |
| Comuna 1             | 55.979             | 47,37              | 37.633              | 31,84               | 19.274              | 16,31               | 5.292               | 4,48                | 118.178   |
| Comuna 2             | 63.506             | 65,96              | 18.584              | 19,30               | 11.742              | 12,19               | 2.453               | 2,55                | 96.285    |
| Comuna 3             | 46.281             | 43,74              | 37.132              | 35,10               | 17.210              | 16,27               | 5.175               | 4,89                | 105.798   |
| Comuna 4             | 48.509             | 39,19              | 48.558              | 39,23               | 19.931              | 16,11               | 6.773               | 5,47                | 123.771   |
| Comuna 5             | 50.599             | 45,42              | 41.297              | 37,07               | 14.133              | 12,69               | 5.364               | 4,82                | 111.393   |
| Comuna 6             | 61.774             | 52,33              | 38.407              | 32,53               | 13.024              | 11,03               | 4.851               | 4,11                | 118.056   |
| Comuna 7             | 56.101             | 44,30              | 44.880              | 35,44               | 19.797              | 15,63               | 5.848               | 4,62                | 126.626   |
| Comuna 8             | 33.998             | 33,07              | 43.089              | 41,91               | 20.319              | 19,76               | 5.406               | 5,26                | 102.812   |
| Comuna 9             | 45.488             | 42,59              | 38.449              | 35,99               | 17.580              | 16,46               | 5.301               | 4,96                | 106.818   |
| Comuna 10            | 50.715             | 47,34              | 36.228              | 33,82               | 14.988              | 13,99               | 5.191               | 4,85                | 107.122   |
| Comuna 11            | 64.030             | 51,05              | 39.921              | 31,83               | 16.272              | 12,98               | 5.194               | 4,14                | 125.417   |
| Comuna 12            | 75.285             | 54,04              | 42.374              | 30,42               | 16.125              | 11,58               | 5.523               | 3,96                | 139.307   |
| Comuna 13            | 98.201             | 63,09              | 35.702              | 22,94               | 17.009              | 10,93               | 4.740               | 3,04                | 155.652   |
| Comuna 14            | 90.686             | 62,05              | 34.355              | 23,51               | 16.763              | 11,47               | 4.341               | 2,97                | 146.145   |
| Comuna 15            | 53.826             | 45,81              | 44.130              | 37,56               | 13.987              | 11,90               | 5.559               | 4,73                | 117.502   |
| Privados de libertad | 153                | 14,73              | 711                 | 68,43               | 109                 | 10,49               | 66                  | 6,35                | 1.039     |
| Resultado            | 895.131            | 49,67              | 581.450             | 32,27               | 248.263             | 13,78               | 77.077              | 4,28                | 1.801.921 |

### Legislatura
|  | 49,73 % |

|  | 31,13 % |

|  | 13,91 % |

|  | 5,23 % |

|  | 87,89 % |

|  | 11,42 % |

|  | 0,69 % |

|  | 64,16 % |

|  | 100 % |

### Juntas Comunales
|  | 47,33 % |

|  | 30,87 % |

|  | 16,51 % |

|  | 5,29 % |

|  | 86,51 % |

|  | 12,69 % |

|  | 0,80 % |

|  | 55,77 % |

|  | 100 % |

|  | 65,96 % |

|  | 18,37 % |

|  | 12,49 % |

|  | 3,18 % |

|  | 91,09 % |

|  | 8,30 % |

|  | 0,61 % |

|  | 65,27 % |

|  | 100 % |

|  | 43,71 % |

|  | 33,92 % |

|  | 16,45 % |

|  | 5,92 % |

|  | 85,64 % |

|  | 13,50 % |

|  | 0,86 % |

|  | 60,66 % |

|  | 100 % |

|  | 39,25 % |

|  | 38,30 % |

|  | 16,27 % |

|  | 6,18 % |

|  | 83,72 % |

|  | 15,39 % |

|  | 0,89 % |

|  | 65,03 % |

|  | 100 % |

|  | 45,50 % |

|  | 35,50 % |

|  | 12,80 % |

|  | 6,20 % |

|  | 88,70 % |

|  | 10,54 % |

|  | 0,76 % |

|  | 69,37 % |

|  | 100 % |

|  | 52,36 % |

|  | 30,99 % |

|  | 11,18 % |

|  | 5,47 % |

|  | 90,31 % |

|  | 9,05 % |

|  | 0,64 % |

|  | 73,55 % |

|  | 100 % |

|  | 43,92 % |

|  | 34,01 % |

|  | 15,64 % |

|  | 5,49 % |

|  | 0,94 % |

|  | 86,80 % |

|  | 12,42 % |

|  | 0,78 % |

|  | 65,66 % |

|  | 100 % |

|  | 41,74 % |

|  | 32,68 % |

|  | 19,97 % |

|  | 5,61 % |

|  | 80,19 % |

|  | 18,80 % |

|  | 1,01 % |

|  | 63,39 % |

|  | 100 % |

|  | 42,54 % |

|  | 35,29 % |

|  | 16,59 % |

|  | 5,58 % |

|  | 86,17 % |

|  | 12,97 % |

|  | 0,86 % |

|  | 70,24 % |

|  | 100 % |

|  | 47,30 % |

|  | 32,72 % |

|  | 14,12 % |

|  | 5,86 % |

|  | 88,14 % |

|  | 11,06 % |

|  | 0,80 % |

|  | 72,70 % |

|  | 100 % |

|  | 51,00 % |

|  | 30,63 % |

|  | 13,18 % |

|  | 5,19 % |

|  | 88,94 % |

|  | 10,29 % |

|  | 0,77 % |

|  | 75,26 % |

|  | 100 % |

|  | 54,02 % |

|  | 29,18 % |

|  | 11,73 % |

|  | 5,07 % |

|  | 88,86 % |

|  | 10,41 % |

|  | 0,73 % |

|  | 75,15 % |

|  | 100 % |

|  | 63,07 % |

|  | 21,77 % |

|  | 11,12 % |

|  | 4,04 % |

|  | 90,79 % |

|  | 8,66 % |

|  | 0,55 % |

|  | 70,53 % |

|  | 100 % |

|  | 62,07 % |

|  | 22,44 % |

|  | 11,64 % |

|  | 3,85 % |

|  | 91,05 % |

|  | 8,34 % |

|  | 0,61 % |

|  | 66,28 % |

|  | 100 % |

|  | 45,82 % |

|  | 35,95 % |

|  | 11,98 % |

|  | 6,25 % |

|  | 88,34 % |

|  | 10,86 % |

|  | 0,80 % |

|  | 70,11 % |

|  | 100 % |